# Csudafalva község
Csudafalva község (románul: Comuna Ciudanovița) község Krassó-Szörény megyében, Romániában. Központja Csudafalva, hozzá tartozik Dicsény.

## Népessége
A 2011-es népszámlálás adatai alapján a község népessége 657 fő volt.